# Харпріт Сінгх (борець)
Харпріт Сінгх (англ. Harpreet Singh; нар. 7 лютого 1993) — індійський борець греко-римського стилю, срібний та чотириразовий бронзовий призер чемпіонатів Азії, дворазовий чемпіон Співдружності.

## Життєпис
Боротьбою почав займатися з 2004 року.
Виступає за борцівський клуб «Babafrard Faridkot». Тренер — Харгобінд Сінгх.

## Спортивні результати на міжнародних змаганнях

### Виступи на Чемпіонатах світу
| Змагання                        | Збірна | Вагова категорія                 | Місце |
| ------------------------------- | ------ | -------------------------------- | ----- |
| Чемпіонат світу з боротьби 2013 | Індія  | греко-римська боротьба, до 84 кг | 28    |
| Чемпіонат світу з боротьби 2015 | Індія  | греко-римська боротьба, до 80 кг | 21    |
| Чемпіонат світу з боротьби 2016 | Індія  | греко-римська боротьба, до 80 кг | 25    |
| Чемпіонат світу з боротьби 2017 | Індія  | греко-римська боротьба, до 80 кг | 24    |
| Чемпіонат світу з боротьби 2018 | Індія  | греко-римська боротьба, до 82 кг | 15    |
| Чемпіонат світу з боротьби 2019 | Індія  | греко-римська боротьба, до 82 кг | 20    |
| Чемпіонат світу з боротьби 2021 | Індія  | греко-римська боротьба, до 82 кг | 18    |
| Чемпіонат світу з боротьби 2022 | Індія  | греко-римська боротьба, до 82 кг | 19    |

### Виступи на Чемпіонатах Азії
| Змагання                       | Збірна | Вагова категорія                 | Місце  |
| ------------------------------ | ------ | -------------------------------- | ------ |
| Чемпіонат Азії з боротьби 2013 | Індія  | греко-римська боротьба, до 84 кг | 8      |
| Чемпіонат Азії з боротьби 2014 | Індія  | греко-римська боротьба, до 80 кг | 5      |
| Чемпіонат Азії з боротьби 2016 | Індія  | греко-римська боротьба, до 80 кг | Бронза |
| Чемпіонат Азії з боротьби 2017 | Індія  | греко-римська боротьба, до 80 кг | Бронза |
| Чемпіонат Азії з боротьби 2018 | Індія  | греко-римська боротьба, до 82 кг | Бронза |
| Чемпіонат Азії з боротьби 2019 | Індія  | греко-римська боротьба, до 82 кг | Срібло |
| Чемпіонат Азії з боротьби 2020 | Індія  | греко-римська боротьба, до 82 кг | 5      |
| Чемпіонат Азії з боротьби 2021 | Індія  | греко-римська боротьба, до 82 кг | 5      |
| Чемпіонат Азії з боротьби 2022 | Індія  | греко-римська боротьба, до 82 кг | Бронза |

### Виступи на Азійських іграх
| Змагання           | Збірна | Вагова категорія                 | Місце |
| ------------------ | ------ | -------------------------------- | ----- |
| Азійські ігри 2014 | Індія  | греко-римська боротьба, до 80 кг | 7     |
| Азійські ігри 2018 | Індія  | греко-римська боротьба, до 87 кг | 5     |

| Змагання                                | Збірна | Вагова категорія                 | Місце  |
| --------------------------------------- | ------ | -------------------------------- | ------ |
| Чемпіонат Співдружності з боротьби 2016 | Індія  | греко-римська боротьба, до 80 кг | Золото |
| Чемпіонат Співдружності з боротьби 2017 | Індія  | греко-римська боротьба, до 82 кг | Золото |

### Виступи на інших змаганнях
| Змагання                                                         | Збірна | Вагова категорія                 | Місце  |
| ---------------------------------------------------------------- | ------ | -------------------------------- | ------ |
| Кубок Тахті 2015                                                 | Індія  | греко-римська боротьба, до 80 кг | 15     |
| Кубок Президента Казахстану з боротьби 2015                      | Індія  | греко-римська боротьба, до 80 кг | 8      |
| Олімпійський кваліфікаційний турнір з боротьби 2016 (Астана)     | Індія  | греко-римська боротьба, до 75 кг | 5      |
| Олімпійський кваліфікаційний турнір з боротьби 2016 (Улан-Батор) | Індія  | греко-римська боротьба, до 75 кг | 17     |
| Золотий Гран-прі з боротьби 2016                                 | Індія  | греко-римська боротьба, до 80 кг | 11     |
| Турнір Дана Колова — Николи Петрова 2017                         | Індія  | греко-римська боротьба, до 80 кг | 5      |
| Турнір Вехбі Емре і Гаміта Каплана 2018                          | Індія  | греко-римська боротьба, до 87 кг | 9      |
| Турнір міста Сассарі з боротьби 2019                             | Індія  | греко-римська боротьба, до 87 кг | 5      |
| Меморіал Олега Караваєва 2019                                    | Індія  | греко-римська боротьба, до 82 кг | 10     |
| Меморіал Маттео Пелліконе 2021                                   | Індія  | греко-римська боротьба, до 82 кг | 12     |
| Турнір Вехбі Емре і Гаміта Каплана 2022                          | Індія  | греко-римська боротьба, до 82 кг | 10     |
| Меморіал Болата Турлиханова 2022                                 | Індія  | греко-римська боротьба, до 82 кг | 7      |
| Турнір Зухає Сгає 2022                                           | Індія  | греко-римська боротьба, до 82 кг | Срібло |

### Виступи на змаганнях молодших вікових груп
| Змагання                                      | Збірна | Вагова категорія                 | Місце |
| --------------------------------------------- | ------ | -------------------------------- | ----- |
| Чемпіонат Азії з боротьби серед кадетів 2008  | Індія  | греко-римська боротьба, до 85 кг | 5     |
| Чемпіонат Азії з боротьби серед юніорів 2012  | Індія  | греко-римська боротьба, до 84 кг | 5     |
| Чемпіонат світу з боротьби серед юніорів 2013 | Індія  | греко-римська боротьба, до 84 кг | 23    |